# Daytime-Emmy-Verleihung 2008
Die Daytime-Emmy-Verleihung 2008 fand am 20. Juni 2008 im Kodak Theatre, Los Angeles statt. Moderiert wurde die Show von Cameron Mathison (All My Children) und Sherri Shepherd (The View). Die Sendung wurde von ABC ausgestrahlt. Zum ersten Mal wurden Abstimmungen und Nominierungen auf einer eigens dafür vorgesehenen Website vorgenommen. Es war die 35. Verleihung in der Sparte Daytime.

## Programmkategorien
| Dramaserie (Outstanding Drama Series) | Spielshow (Outstanding Game/Audience Participation Show) |
| --- | --- |
| - General Hospital (ABC) - Springfield Story (CBS) - Liebe, Lüge, Leidenschaft (ABC) - Schatten der Leidenschaft (CBS)                                                                                           | - Cash Cab (Discovery Channel) - Jeopardy! (Syndikation) - The Price Is Right (CBS) |
| Entertainment-Talkshow (Outstanding Talk Show-Entertainment) | Frühstücksprogramm (Outstanding Morning Program) |
| - Rachael Ray (Syndikation) - The Ellen DeGeneres Show (Syndikation) - The View (ABC) | - Good Morning America (ABC) - American Morning (CNN) - Today (NBC) |
| Lifestylesendung (Outstanding Lifestyle Program) | Gerichtssendung (Outstanding Legal/Courtroom Program) |
| - Everyday Italian (Food Network) - Gourmet’s Diary of a Foodie (PBS) - Lidia’s Italy (PBS) - Nigella Express (Food Network) - Witch Crafts (DIY)                                                                | - Christina’s Court (Syndikation) - Judge David Young - Judge Hatchett - Judge Judy - The People’s Court                                                                               |
| Kinderprogramm (Outstanding Pre-School Children’s Series) | Kinderzeichentrickserie (Outstanding Children’s Animated Program) |
| - Sesamstraße (PBS) - Unter Löwen – Between the Lions (PBS) - Blue’s Room (Nick Jr.) - Jack’s Big Music Show (Noggin) - Super Why! (PBS)                                                                         | - Curious George (PBS) - Erdferkel Arthur und seine Freunde (PBS) - Charlie & Lola (Disney Channel) - Kleine Einsteins (Disney Channel) - Peep and the Big Wide World (Discovery Kids) |
| Sonderprogramm (Outstanding Special Class Series) | Kinderserie (Outstanding Children’s Series) |
| - MTV Made (MTV) - Cause Effect (mtvU) - Instant Beauty Pageant (Style Network) - Samantha Brown: Passport to Latin America (Travel Channel) - Split Ends (Style Network)                                        | - Greatest Inventions with Bill Nye (Discovery) - Jack Hanna’s Into the Wild (Syndikation) - Design Squad (PBS) - Postcards from Buster (PBS)                                          |
| Zeichentrickserie (Outstanding Special Class Animated Program) | |
| - Backyardigans – Die Hinterhofzwerge (Nick Jr.) - Barnyard – Der tierisch verrückte Bauernhof (Nickelodeon) - The Batman (Kids’ WB) - Ben 10 (Cartoon Network) - Meine Freunde Tigger und Puuh (Disney Channel) | |

## Schauspiel
| Hauptdarsteller in einer Dramaserie (Outstanding Lead Performance in a Drama Series) | Hauptdarsteller in einer Dramaserie (Outstanding Lead Performance in a Drama Series) |
| Hauptdarsteller | Hauptdarstellerin |
| --- | --- |
| - Anthony Geary als Luke Spencer in General Hospital - Peter Bergman als Jack Abbott in Schatten der Leidenschaft - David Canary als Adam und Stuart Chandler in All My Children - Christian LeBlanc als Michael Baldwin in Schatten der Leidenschaft - Thaao Penghlis als André und Tony DiMera in Zeit der Sehnsucht                                | - Jeanne Cooper als Katherine Chancellor in Schatten der Leidenschaft - Crystal Chappell als Olivia Spencer in Springfield Story - Nicole Forester als Cassie Lewis in Springfield Story - Michelle Stafford als Phyllis Summers Newman in Schatten der Leidenschaft - Maura West als Carly Tenney in Jung und Leidenschaftlich – Wie das Leben so spielt |
| Nebendarsteller (Outstanding Supporting Performance in a Drama Series) | |
| Nebendarsteller | Nebendarstellerin |
| - Kristoff St. John als Neil Winters in Schatten der Leidenschaft - Daniel Cosgrove als Bill Lewis in Springfield Story - Trent Dawson als Henry Coleman in Jung und Leidenschaftlich – Wie das Leben so spielt - Brian Kerwin als Charlie Banks in Liebe, Lüge, Leidenschaft - Greg Rikart als Kevin Fisher in Schatten der Leidenschaft             | - Gina Tognoni als Dinah Marler in Springfield Story - Tracey E. Bregman als Lauren Fenmore Baldwin in Schatten der Leidenschaft - Judi Evans als Adrienne Johnson in Zeit der Sehnsucht - Kelley Menighan Hensley als Emily Stewart in Jung und Leidenschaftlich – Wie das Leben so spielt - Heather Tom als Katie Logan in Reich und Schön              |
| Kinderdarsteller in einer Dramaserie (Outstanding Performance by a Younger Artist in a Drama Series) | |
| Kinderschauspieler | Kinderschauspielerin |
| - Tom Pelphrey als Jonathan Randall in Springfield Story - Darrin Brooks als Max Brady in Zeit der Sehnsucht - Bryton James als Devon Hamilton in Schatten der Leidenschaft - Van Hansis als Luke Snyder in Jung und Leidenschaftlich – Wie das Leben so spielt - Jesse Soffer als Will Munson in Jung und Leidenschaftlich – Wie das Leben so spielt | - Jennifer Landon als Gewen Munson in Jung und Leidenschaftlich – Wie das Leben so spielt - Vail Bloom als Heather Stevens in Schatten der Leidenschaft - Rachel Melvin als Chelsea Brady in Zeit der Sehnsucht - Emily O’Brien als Jana Hawkes Fisher in Schatten der Leidenschaft - Tammin Sursok als Colleen Carlton in Schatten der Leidenschaft      |

## Moderation
| Gameshow-Moderation (Outstanding Game Show Host) | Talkshow-Moderator (Outstanding Talk Show Host) |
| --- | --- |
| - Alex Trebek, Jeopardy! - Ben Bailey, Cash Cab - Pat Sajak, Wheel of Fortune | - Ellen DeGeneres in The Ellen DeGeneres Show - Regis Philbin und Kelly Ripa in Live with Regis and Kelly - Barbara Walters, Whoopi Goldberg, Joy Behar, Elisabeth Hasselbeck und Sherri Shepherd on The View |
| Lifestyle-Moderator (Outstanding Lifestyle Host) | |
| - Giada De Laurentiis in Everyday Italian - Ina Garten in Barefoot Contessa - Bobby Flay in Boy Meets Grill - Todd English in Food Trip with Todd English - Nigella Lawson in Nigella Express | |

## Produktion
| Drehbuch für eine Dramaserie (Outstanding Drama Series Writing Team)                                             | Regie für eine Dramaserie (Outstanding Drama Series Directing Team)                |
| --- | ---------------------------------------------------------------------------------- |
| - Liebe, Lüge, Leidenschaft - General Hospital - Reich und Schön - Springfield Story - Schatten der Leidenschaft | - Liebe, Lüge, Leidenschaft - All My Children - Reich und Schön - General Hospital |

## Weitere Awards

### Auftritt in einem Zeichentrickprogramm
(Outstanding Performer in an Animated Program)
- Eartha Kitt (als Yzma in Kuzco’s Königsklasse)
- Kevin Michael Richardson (als Joker in The Batman)
- Christopher Lloyd (als Hacker in Cyberchase)
- Jessica DiCicco (als Malina in Kuzco’s Königsklasse)
- Danica Lee (als Ming-Ming Duckling in Wonder Pets)

### Auftritt in einer Kinderserie
(Outstanding Performer In A Children’s Series)
- Bindi Irwin als sie selbst in Bindi the Jungle Girl
- Jack Hanna als er selbst in Jack Hanna’s Into The Wild
- John Tartaglia als John in Johnny und die Sprites
- Kevin Clash als Elmo in Sesamstraße
- Rachel Coleman als Rachel in Signing Time!

### Lebenswerk
(Lifetime Achievement Awards)
- Regis Philbin